# 相模ダム
相模ダム（さがみダム）は、神奈川県相模原市緑区、一級河川 ・相模川に建設されたダム。高さ58.4mの重力式コンクリートダムで、神奈川県企業庁が管理する補助多目的ダムである。日本における河川総合開発事業の初期の例でもあり、ダム湖（人造湖）である相模湖（さがみこ）は相模原市中心部や横浜市、川崎市など神奈川県民の大多数にとって貴重な水瓶の1つである。

## 沿革
相模川は古来より度々水害に見舞われ、治水が急務であった。その一方で横浜市や湘南地域は人口が急増し新規の上水道補給が必要になった。こうした経緯から神奈川県は1933年（昭和8年）より相模川の総合利水計画を進めるための調査を開始していたが、折から物部長穂が提案した「河水統制計画案」が内務省によって採用され、1935年（昭和10年）に鬼怒川・奥入瀬川・浅瀬石川・小丸川・諏訪湖等7河川1湖沼を対象に「河水統制事業」を立案した。これは現在の「河川総合開発事業」の原点であるが、この事業で相模川も対象となった。
相模川本川に多目的ダムを建設して上水道・工業用水道の供給を行い、併せて貯水を利用した水力発電を行うべく1938年（昭和13年）に神奈川県議会の臨時議決を経て正式に相模川河水統制事業、のちの相模川総合開発事業がスタートし、根幹施設として相模ダムの建設に着手した。
第二次世界大戦後においても、日本の経済を支える重要な施設の一つであり、
1947年（昭和22年）7月17日には、昭和天皇の行幸（昭和天皇の戦後巡幸）があった。

## 軍の介入
1941年（昭和16年）より建設に着手したが、建設に伴い196戸が水没することから水没住民より強固な反対運動が持ち上がった。だが、日中戦争勃発後戦時体制へ突き進む陸軍・海軍は、海軍艦艇建造の要である横須賀海軍工廠や軍需産業が密集する京浜工業地帯への電力・用水供給を急いでいた。このため反対住民に対し荒木貞夫などが津久井郡藤野町（現・相模原市緑区）へ出兵して陸軍閲兵式を行い、反対する住民に対して示威行為を以って強力な圧力を掛けた。
神奈川県及び山梨県の二県にまたがる水没補償は1938年10月より始まり、上記の経緯を経て1940年（昭和15年）11月3日に妥結された。このように有無を言わせず本体工事を着工させた戦時下ならではの軍による圧政があったことは、ダム建設の暗部として記憶されている。途中水害による設備の流出や戦争による中断を経て1947年（昭和22年）に完成した。
戦時下で進められた建設工事においては労働者延べ360万人が投入され、日本人のほか、多くの朝鮮人や中国人が従事した。過酷な労働下で、記録に残っているだけでも83人が命を落としたとされる（1979年以降、毎年7月末に地元有志らが合同追悼会を開催している）。

## 目的

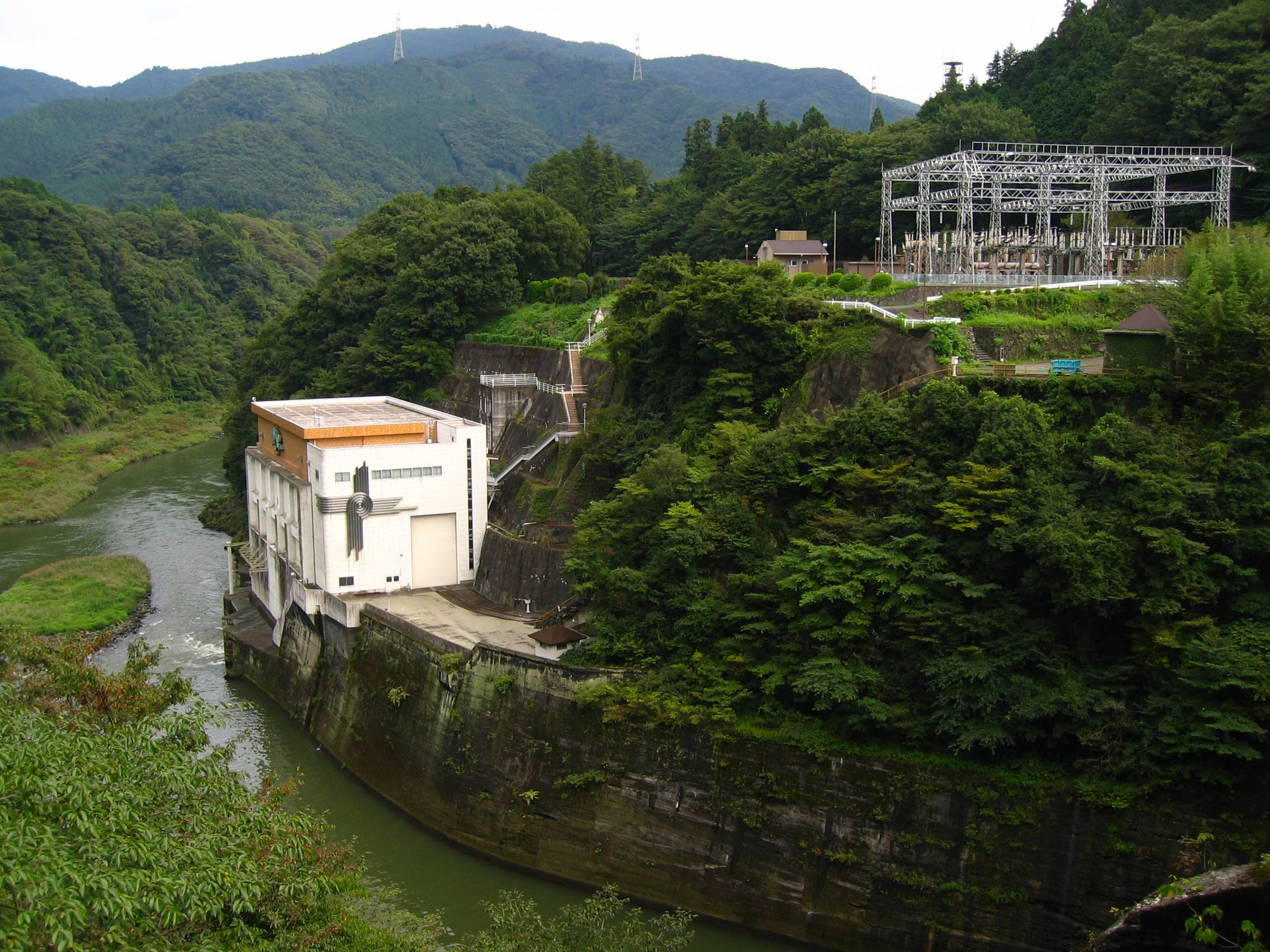
相模発電所

相模ダムは多目的ダムとしては沖浦ダム（青森県・浅瀬石川。1991年水没）や向道ダム（山口県・錦川）と並ぶ河川総合開発事業草創期に建設されたダムである。その目的としては直下流の津久井発電所地点において慣行水利権分の用水を供給する不特定利水、相模原台地一帯2,700haへのかんがい用水の供給、横浜市・相模原市・川崎市等神奈川県の大部分への上水道（日量894,000トン）・工業用水（日量186,000トン）の供給、神奈川県企業庁電気局管理の相模発電所（認可出力31,000kW）における水力発電で、補助多目的ダムである。ただし洪水調節機能は保持していない。
完成後渇水時の水量確保と発電能力増強を図るため1951年（昭和26年）よりダムを2.0mかさ上げを行う相模ダム再開発事業が行われ、1954年（昭和29年）に完成している。これ以降も相模川総合開発事業は継続され、1966年（昭和41年）には洪水調節機能も有する城山ダム（津久井湖）が完成し、治水と利水に更なる貢献をした。この他支流の道志川に建設された道志ダムや中津川に建設された宮ヶ瀬ダム（宮ヶ瀬湖・国土交通省関東地方整備局管理）との間で相模導水を行い、相互に貯水を融通することで効率的な水運用を行っている。
相模ダムは完成後60年以上経過した現在においても、横浜市・相模原市・川崎市や京浜工業地帯の水源として、神奈川県を見えない所で支えている。だが近年では堆砂の進行が懸念されており、湘南海岸の砂州後退の原因の一つであるとの指摘もある。このためダムを管理する神奈川県企業庁は相模ダムに堆砂した土砂を定期的に浚渫し、相模川下流の河川敷に堆砂を積み洪水時に自然に相模湾へ流下させる対策を現在行っている。

## 相模湖

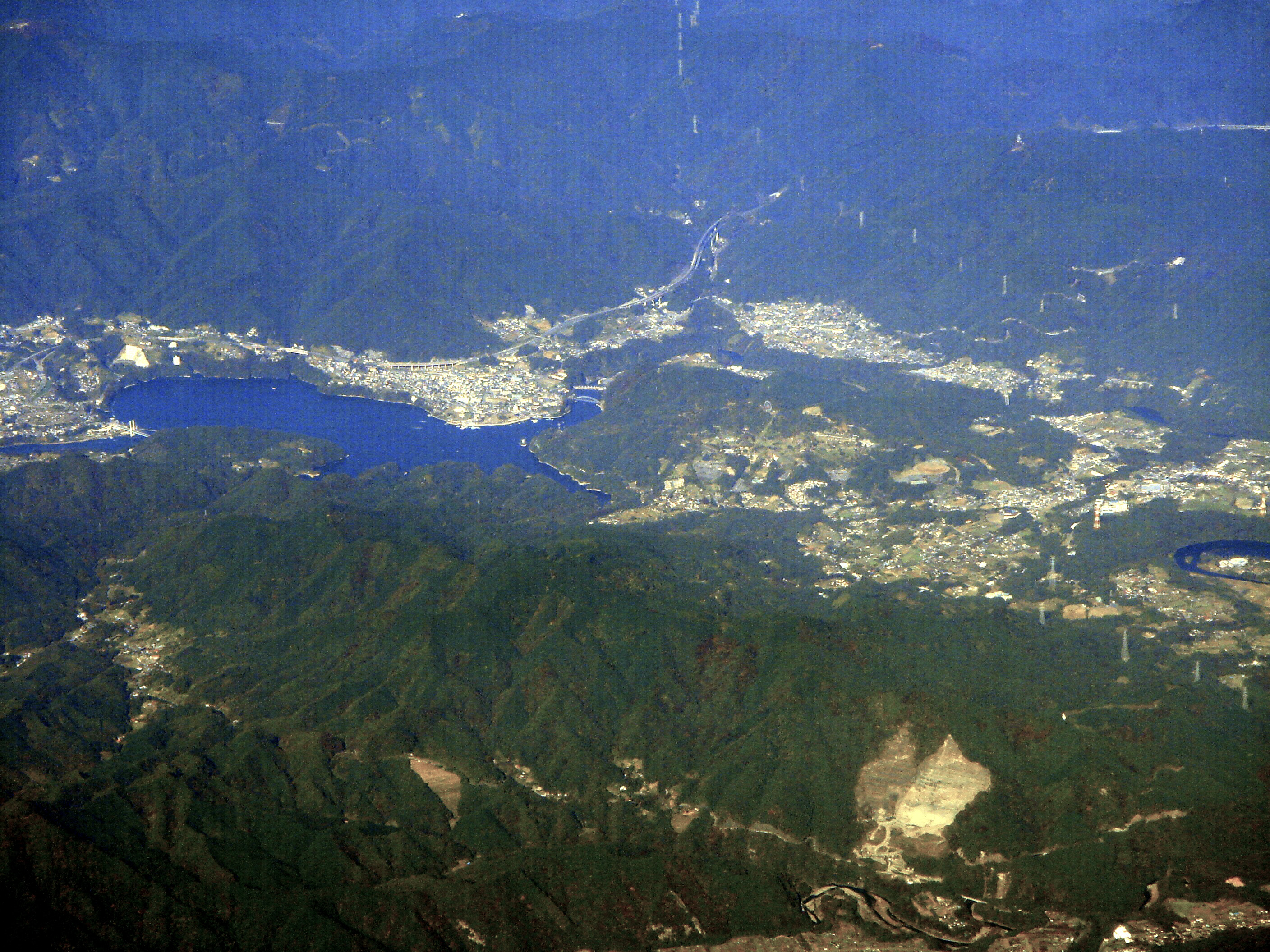
航空機から見た相模湖

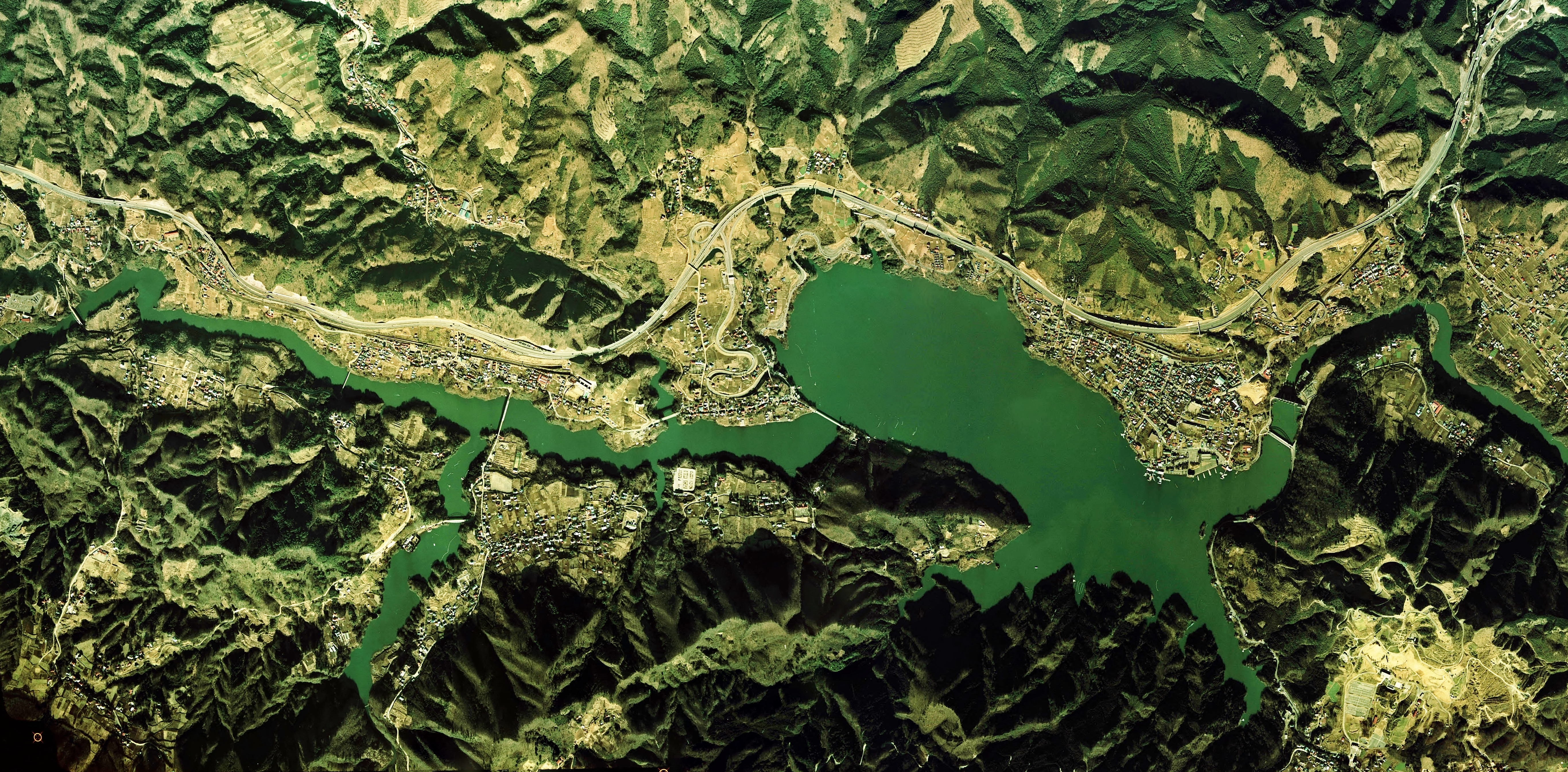
相模湖周辺の空中写真。1974年撮影の3枚を合成作成。
。

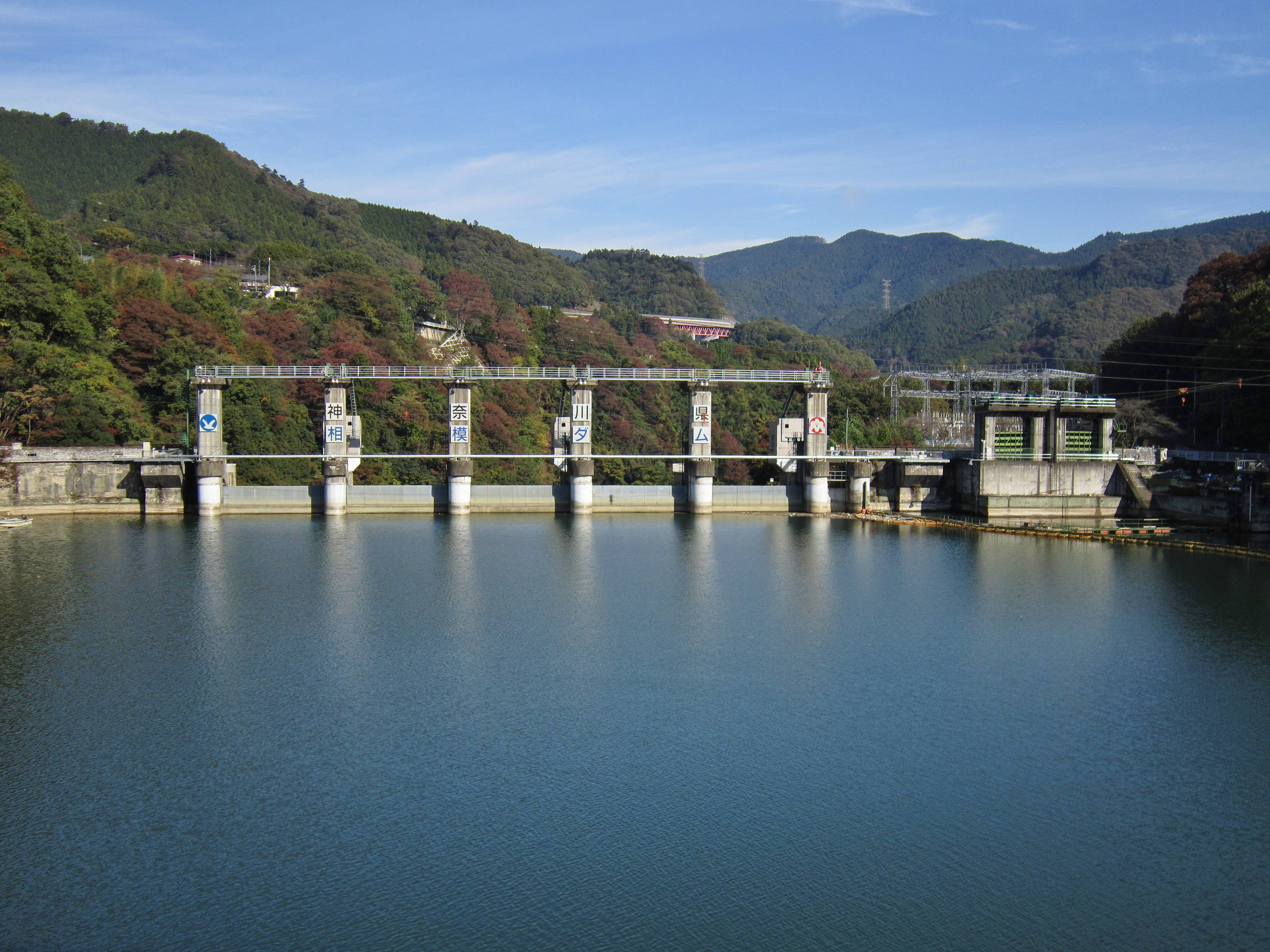
相模湖大橋より

ダムによってできた人造湖は相模湖（さがみこ）と呼ばれる。1955年、この湖名を由来として相模湖町（現・相模原市緑区）が発足した。ダム湖が自治体名となった稀な例であり、それだけ地元に密着した人造湖といえる。
1964年（昭和39年）の東京オリンピックにおいてカヌー競技の会場となった。これ以降観光地化が進み、中央自動車道相模湖インターチェンジ・相模湖東出口やJR東日本中央線・相模湖駅等の交通アクセスも良いため、高尾山や相模湖ピクニックランド（現さがみ湖リゾート プレジャーフォレスト）、津久井湖等と共に一大観光地となった。神奈川県立陣馬相模湖自然公園にも指定されている。